# Новосілка (Бериславський район)
Новосі́лка —  село в Україні, у Бериславському районі Херсонської області. Населення становить 91 осіб.

## Населення

### Мовний склад
Рідна мова населення за даними перепису 2001 року:
| Мова       | Чисельність, осіб | Доля     |
| ---------- | ----------------- | -------- |
| Українська | 86                | 94,50 %  |
| Молдовська | 3                 | 3,30 %   |
| Російська  | 2                 | 2,20 %   |
| Разом      | 91                | 100,00 % |